# سیارک ۲۳۴۷۶۱
سیارک ۲۳۴۷۶۱ (به انگلیسی: 234761 Rainerkracht، نامگذاری:2002OU32)۲۳۴۷۶۱مین سیارک کشف شده‌است که در ۲۲ ژوئیه ۲۰۰۲ کشف شد.